# Imperial (distrito)
O distrito peruano de Imperial é um dos dezasseis distritos que formam a Província de Cañete, situada no Departamento de Lima, baixo a administração do Governo Regional de Lima-Provincias, Peru.
Dentro da divisão eclesiástica da Igreja Católica do Peru, pertence à Prelazia de Yauyos.

## História
Foi criado pela Lei nº 1170 em 15 de novembro de 1909, no primeiro governo do presidente Augusto Leguía.

## Geografia
Ocupa uma extensão de 53,16 km² e sua população segundo o censo de 1993 era de 30 654 habitantes dos quais mais de 28 000 viviam em zona urbana. Sua capital é a cidade de Imperial.
Em seu entorno é a Fortaleza de Ungará, o último vestígio da cultura Huarco, antiga Cañete. Há também antigas fazendas instaladas entre as extensas áreas de cultivo. Esta cidade é caracterizada pela importante atividade comercial de seus habitantes.
Imperial tem um clima muito variado, à noite no inverno cai para 13 ° C e no verão atinge 29 ° C e no mínimo 19 ° C. No ano de 2011 atingiu 32,5 graus. Considera-se também ter um clima muito quente.

## Educação

### Instituições educativas
- IEP CNI
- IEP "El Carmen"
- IEP N° 21001
- IEP N° 20145
- IEP N° 20147
- IEP ISAAC NEWTON
- IEP N° 20146

## Economia
Mais da metade da população está engajada no setor terciário, especialmente comércio e transporte.
Entre os produtos agrícolas cultivados na região estão as árvores frutíferas e a vinha para produção de vinho e pisco.

## Festividades
São duas festas as mais importantes do Distrito do Imperial, o da Virgen del Carmen que é celebrado em 15 de julho de cada ano e o aniversário do distrito cuja data central é 15 de novembro; No entanto, outras festividades também são celebradas, como o Señor de Cachuy no mês de maio, o Señor de los Milagros e San Martín de Porres. Os pratos tradicionais incluem sopa seca e carapulcra.

## Esporte
A cidade possui uma equipe de futebol profissional chamada Club Deportivo Walter Ormeño fundada em 1950, que atualmente joga na Segunda Divisão. Esta equipa joga em casa no Estádio Óscar Ramos Cabieses com capacidade para 5.000 mil espectadores e entre as suas principais realizações destacam-se a primeira divisão em 1974 e a segunda divisão em 1990. O seu rival clássico é o Independiente de Cañete, o outro time da província de Cañete.

## Transporte
O distrito de Imperial é servido pela seguinte rodovia:
- PE-1S, que liga o distrito de Lima (Província de Lima à cidade de Tacna (Região de Tacna - Posto La Concordia (Fronteira Chile-Peru) - e a rodovia chilena Ruta CH-5 (Rodovia Pan-Americana
- PE-24, que liga o distrito de Cerro Azul (Região de Lima) à cidade de Chilca (Região de Junín)
- LM-127, que liga o distrito de Quilmaná à cidade de San Vicente de Cañete [1][2][3]